# Вече (кинофестиваль)
Фестиваль исторических кинофильмов «Вече» — российский кинофестиваль фильмов на историческую тему.
Проводился в 2003—2022 годах в Великом Новгороде, в 2023 году кинофестиваль поменял название на «КиноВече» и прописку — состоялся в Твери.
Ежегодно (c 2016 года) для участия в конкурсе отбирается 8 новых российских фильмов, оцениваемых профессиональным жюри по номинаициям: Гран-при, лучшая режиссура, лучший сценарий, лучшая операторская работа, лучшие мужская и женская роль, а также отмечаемых специальными призами.
Президент кинофестиваля — Народная артистка РФ, кинорежиссёр Светлана Дружинина. Фестиваль проводится при поддержке Министерства культуры России и РВИО.

## История
Первый фестиваль состоялся в 2003 году в Великом Новгороде, второй прошёл спустя три года в 2007 году, затем стал ежегодным, будучи проведён в 2008 и 2009 годах. Программным директором первых фестивалей была киновед Зинаида Шатина, победители определялись зрительским голосованием, в качестве приза лауреаты по разным номинациями получали статуэтки «Вера».
В 2010—2011 годах фестиваль проводился в виде показа документальных фильмов местных режиссёров.
В 2012 году фестиваль возобновился с большим числом исторических картин и «звёздным десантом», голосованием зрителей и вручением призов «Вера».
В 2013 году проводился как монофестиваль Дружининой, с демонстрацией её фильмов из цикла «Тайны дворцовых переворотов».
В 2014 году не проводоился, в 2015 это был снова фестиваль местных документалистов.
С 2016 года стал ежегодным полноценным кинофестивалем — с конкурсной программой из 8 фильмов, профессиональным жюри, оценивающим фильмы по номинациям, призом стала уменьшенная копия памятника «Тысячелетие России». С этого времени программный директор фестиваля — Ирина Сошникова, преподаватель кафедры продюсерского мастерства ВГИКа.
В 2018 году президент фестиваля Светлана Дружинина награждена медалью «За вклад в развитие земли Новгородской».
В 2019 году кинофестиваль получил статус всероссийского от Министерства культуры России и поддержку РВИО.
В 2023 году кинофестиваль поменял название на «КиноВече» и прописку — состоялся в Твери.
Проведение XVIII фестиваля запланировано в Твери на вторую половину 2024 года.

## Фильмы — лауреаты Гран-при
- 2003 — «Русский ковчег», режиссёр Александр Сокуров
- 2007 — «1612», режиссёр Владимир Хотиненко
- 2008 — «Пушкин. Последняя дуэль», режиссёр Наталья Бондарчук
- 2009 — «Юнкера», режиссёр Игорь Черницкий
- 2010—2015 — проводился в формате документального кино, ретроспектив, в 2014 не проводился
- 2016 — «Монах и бес», режиссёр Николай Досталь
- 2017 — «Рай», режиссёр Андрей Кончаловский
- 2018 — «Жили-были», режиссёр Эдуард Парри
- 2019 — «Балканский рубеж» режиссёр АндрейВолгин
- 2020 — «Подольские курсанты», режиссёр Вадим Шмелев
- 2021 — «Пальма», режиссёр Александр Домогаров мл.
- 2022 — «Аманат», режиссёры Антон Сиверс и Рауф Кубаев
- 2023 — «Русский крест», режиссёр Эдуард Бояков

## Фестивали по годам

### 2003 — I
23—28 августа, Великий Новгород.
Показы велись в Киноцентре. В Доме ветеранов творческие встречи со зрителями провели режиссёр Светлана Дружинина и актёр Александр Беспалый, режиссёр Александр Сокуров и актёр Леонид Мозговой.
Зрители увидели «Русский ковчег» Александра Сокурова, «Бедный, бедный Павел» Виталия Мельникова, «Анастасия Слуцкая» Юрия Елхова, «Золотой век» Ильи Хотиненко, фильмы проекта Светланы Дружининой «Тайны дворцовых переворотов».
Ретроспективный показ семи советских исторических кинолент вела сотрудник Госфильмофонда России Зинаида Шатина, в том числе был показан фильм «Житие Александра Невского» Георгия Кузнецова.
По результатам анкетирования зрителей статуэтки «Вера» получили проект «Тайны дворцовых переворотов» Светланы Дружининой, фильм «Русский ковчег» Александра Сокурова, фильм «Анастасия Слуцкая» Юрия Елхова.
Источники

### 2007 — II
30 октября — 1 ноября.
Всего в показе кинофестиваля было 6 кинокартин, в числе которых — всероссийская премьера исторического блокбастера «1612» режиссёра Владимира Хотиненко.
Ретроспективно показаны фильм 1990 года «Царская охота» режиссёра Виталия Мельникова, фильм 1991 года «Житие Александра Невского» Георгия Кузнецова и историко-психологическая драма 1998 года «Незримый путешественник» режиссёров Игоря и Дмитрия Таланкиных.
Источники

### 2008 — III
2—5 декабря.
Показы проводились в Киноцентре Великого Новгорода; ретропоказы шли в Старой Руссе, Валдае и Крестцах.
В программу фестиваля вошли 5 новых исторических картин: «Слуга Государев» Олега Ряскова, «Пушкин. Последняя дуэль» Натальи Бондарчук, «Придел ангела» Николая Дрейдена, «Виват, Анна!» Светланы Дружининой, «Новые времена или Биржа недвижимости» режиссёра Галины Евтушенко.
Жюри не было, победители определялись голосованием зрителей.
Статуэтками «Вера» были отмечены режиссёры Наталья Бондарчук («Пушкин. Последняя дуэль»), Николай Дрейден («Придел ангела») и Галина Евтушенко («Новые времена, или Биржа недвижимости»), оператор Анатолий Мукасей («Виват, Анна!»), актёры Борис Химичев — за главную роль в фильме «Новые времена, или Биржа недвижимости», Александр Лазарев-младший — за роль второго плана в фильме «Виват, Анна!» и Дмитрий Миллер — за главную роль в фильме «Слуга Государев».
Источники

### 2009 — IV
30 сентября — 2 октября, проходил в рамках юбилейных торжеств празднования 1150-летия города.
В программе фестиваля 9 фильмов: «Анна Каренина» Сергея Соловьёва, «Кромовъ» Андрея Разенкова, фильмы Павла Лунгина «Царь» и «Ветка сирени», «Государыня и разбойник» Екатерины Толдоновой, «Юнкера» Игоря Черницкого, «Русская жертва» Елены Ляпичевой, «Гоголь. Ближайший» Натальи Бондарчук, «Александр: Невская битва» Игоря Калёнова.
Победителей определяли зрители. Статуэтки «Вера» получили как Главный приз создатели фильма «Юнкера», также были отмечены фильмы «Анна Каренина», «Царь», «Гоголь. Ближайший», «Государыня и разбойник», «Русская жертва». «За вклад в развитие операторского искусства» приз «Вера» получил Анатолий Мукасей, приз «За лучшую операторскую работу» — Мария Соловьёва (фильм «Кромовъ»).
Источники

### 2010 — V
5−7 октября.
Проходил как показ документальных фильмов местных режиссёров. Гостем была народная артистка СССР Инна Макарова.

### 2011 — VI
7—11 ноября.
Проходил как показ документальных фильмов местных режиссёров и ретропоказы.
Единственной игровой картиной фестиваля стал фильм «Три женщины Достоевского» режиссёров Алексея и Евгения Ташковых. В рамках премьеры состоялась творческая встреча с режиссёром Алексеем Ташковым и с Заслуженной артисткой России Татьяной Ташковой.

### 2012 — VII
17—19 октября.
В этом году в Великий Новгород приехало немало известных деятелей кино. Светлана Дружинина привезла премьеру фильма «Охота на принцессу-I» из цикла «Тайны дворцовых переворотов», режиссёр Игорь Черницкий представил картину «Подпоручикъ Ромашовъ»; были показаны фильмы «Орда» Андрея Прошкина, романтическая драма «Поклонница» Виталия Мельникова, фильмы Натальи Бондарчук «Пушкин. Последняя дуэль» и «Гоголь. Ближайший».
За три фестивальных дня состоялось 13 показов фестивальных фильмов, 10 творческих встреч со зрителями. Более 3 тысяч зрителей посетили Киноцентр и заполнили 2 000 анкет — зрительским голосованием выбиралась лучшая картина.
Призы «Вера» получили режиссёр-постановщик фильма «Подпоручикъ Ромашовъ» Игорь Черницкий, игравший в семи фильмах цикла «Тайны дворцовых переворотов» актёр Дмитрий Харатьян, приехавший на закрытие фестиваля; также «Веру» вручили Светлане Дружининой за её фильм «Охота на принцессу-I», ставший лучшим фильмом фестиваля по мнению зрителей.
Источники

### 2013 — VIII
6—8 ноября, киноцентр «Россия» Великого Новгорода.
Фестиваль проходил в виде премьеры исторической драмы «Охота на принцессу—II» — восьмого фильма Светлана Дружининой из цикла «Тайны дворцовых переворотов», и показа предыдущих семи фильмов цикла, с творческими встречами с актёрами фильма.
Также были ретроспективные показы: фильм 1910 года «Пётр Великий», фильм 1913 года «Воцарение дома Романовых», фильм 1981 года «Агония» и фильм 2002 года «Русский ковчег».
Источники

### 2015 — IХ
Проведён как демонстрация семи документальных фильмов о Великом Новгороде.

### 2016 — Х
4—8 ноября.
В основной программе форума участвовали 8 фильмов: «Герой» Юрия Васильева, «Главный» Юрия Кары, «Золотая рыбка» Александра Галибина, «Контрибуция» Сергея Снежкина, «Монах и бес» Николая Досталя, «Охота жить» Сергея Никоненко, «Трагедия в бухте Роджерс» Филиппа Абрютина, «Чемпионы: Быстрее. Выше. Сильнее» Артёма Аксененко.
Жюри: актёр Владимир Коренев (председатель), актриса Лариса Лужина, кинооператор Анатолий Мукасей, ряд новгородцев.
Лауреаты:
- Лучший фильм — «Монах и бес», режиссёр Николай Досталь
- Лучший режиссёр — Николай Досталь, режиссёр фильма «Монах и бес»
- Лучший сценарий — Филипп Абрютин, режиссёр и сценарист фильма «Трагедия в бухте Роджерс»
- Лучшая операторская работа — Эдуард Мельников, фильм «Золотая рыбка»
- Лучший композитор — Алексей Шелыгин, фильм «Главный»
- Лучшая мужская роль — Илья Носков, фильм «Контрибуция»
- Лучшая женская роль — Мария Биорк, фильм «Золотая рыбка»
- Приз за лучший дебют — Дмитрию Билану, фильм «Герой»

Источники

### 2017 — XI
23-27 августа, в киноцентре «Россия».
В основной конкурсной программе было представлено 10 фильмов.
Председатель жюри — киновед Армен Медведев.
Лауреаты:
- Лучший фильм — «Рай» Андрея Кончаловского
- Лучший сценарий — Елена Киселёва и Андрей Кончаловский за сценарий фильма «Рай»
- Лучшая операторская работа — Фёдор Лясс за фильм «Ледокол».
- Лучшая мужская роль — Владимир Ильин, за роль в фильме «Время первых»
- Лучшая женская роль — Елена Лотова, за роль в фильме «Три дня до весны»
- Приз зрительских симпатий — фильму «Землетрясение» режиссёра Сарика Андреасяна.

Источники

### 2018 — XII
21 по 25 сентября, мероприятия кинофестиваля прошли на нескольких площадках в Великом Новгороде и в области, которые посетили около 34 тысяч человек.
Торжественную церемонию закрытия фестиваля в Новгородской областной филармонии провели заслуженные артисты России Нина Шацкая и Олег Масленников-Войтов.
В конкурсной программе 8 фильмов: «Первые» Дмитрия Суворова, «Прощаться не будем» Павла Дроздова, «Скиф» Рустама Мосафира, «Война Анны» Алексея Федорченко, «Рубеж» Дмитрия Тюрина, «Жили-были» Эдуарда Парри, «Главный грек Российской империи» Светланы Музыченко и «Собибор» Константина Хабенского.
Жюри: председатель — кинорежиссёр Владимир Хотиненко, члены жюри — заслуженная артистка РСФСР Наталья Варлей, кинокритик Татьяна Яковлева, генеральный директор ГТРК «Славия» Сергей Даревский и новгородский кинорёжиссер-документалист Алла Осипова.
Наибольшее число наград собрал фильм «Жили-были», не на историческую тему, а фильм о жизни современной деревни, председатель жюри Владимир Хотиненко так объяснил решение жюри: «Я вручаю награду фильму, который только внешне не выглядит исторически, а на самом деле это глубоко исторический фильм».
Лауреаты:
- Лучший фильм — «Жили-были» режиссёра Эдуарда Парри
- Лучший сценарий — Светлана Музыченко и Ирина Семашко за сценарий фильма «Главный грек Российской империи»
- Лучший режиссёр — Алексей Федорченко за картину «Война Анны»
- Лучшая мужская роль — разделили актёры Фёдор Добронравов и Роман Мадянов, за роли в фильме «Жили-были»
- Лучшая женская роль — Ирина Розанова, за роль в фильме «Жили-были»
- Приз зрительских симпатий — фильму «Рубеж»

Источники

### 2019 — XIII
С 21 по 25 сентября, церемония открытия в киноцентре «Россия», показы велись в 15 кинотеатрах Новгородской области, спецпоказы шли также в Новгородской областной научной библиотеке, в залах новых новгородских школ (№ 36 и 37), особый ажиотаж зрителей вызвал показ фильма на железнодорожном вокзале города.
Открылся фестиваль новым фильмом «Медный всадник России» режиссёра Василия Ливанова, состоялся ретропоказ фильма «Юность Петра» режиссёра Сергея Герасимова.
Программный директор фестиваля — Ирина Сошникова, преподаватель кафедры продюсерского мастерства ВГИКа.
В конкурсной программе 8 фильмов: «Балканский рубеж» Андрея Волгина, «На Париж!» Сергея Саркисова, «Коридор бессмертия» Фёдора Попова, «Солдатик» Викторим Фанасютиной, «В Кейптаунском порту» Александра Велединскиого, «Сестрёнка» Александра Галибина, «Последнее испытание» Андрея Петрухина и «Бык» Бориса Акопова.
Лауреаты:
- Гран-при фестиваля — фильм «Балканский рубеж» режиссёра Андрея Волгина
- Лучшая режиссёрская работа — Александр Галибин, фильм «Сестрёнка»
- Лучшая операторска работа — Михаил Агранович, фильм «Сестрёнка»
- Лучший сценарий — Александр Велединский, режиссёр и сценарист фильма «В Кейптаунском порту»
- Лучшая женская роль — Ирина Купченко за работу в фильме «Последнее испытание»
- Лучшая мужская роль — Юрий Борисов в фильме «Бык»
- Приз зрительских симпатий в игровом кино — «Солдатик»

Источники

### 2020 — XIV
3-7 декабря, из-за пандемии фестиваль проходил в двух форматах — онлайн и офлайн в 16 кинозалах Новгородской области, кинозалы было разрешено заполнять не более чем на 25 %, фильмы просмотрели почти 5 тысяч зрителей.
В этом году фестиваль посвящен 75-й годовщине Победы в Великой Отечественной войны.
В конкурсную программу фестиваля вошли 8 фильмов: «Подольские курсанты» Вадима Шмелева, «Блокадный дневник» Андрея Зайцева, «Я подарю тебе победу» Арсена Агаджаняна, «Про Лёлю и Миньку» Анны Чернаковой, «От печали до радости» Эдуарда Парри, «Тыгын Дархан» Никиты Аржакова, "Доктор Лиза"Оксаны Карас, «Стрельцов» Ильи Учителя.
Программный директор фестиваля — Ирина Сошникова, преподаватель кафедры продюсерского мастерства ВГИКа.
Жюри возглавил народный артист РСФСР Александр Михайлов.
Лауреаты:
- Главный приз — фильму «Подольские курсанты» режиссёра Вадима Шмелева
- Лучший режиссёр — Оксана Карас, фильм «Доктор Лиза»
- Лучший сценарий — Александр Адабашьян и Анна Чернакова, фильм «Про Лёлю и Миньку»
- Лучшая операторская работа — Юрий Бережнев, фильм «Тыгын Дархан»
- Лучший актёр — Ньургуна Бэчигэна, за роль в фильме «Тыгын Дархан»
- Лучшая актриса — Любовь Константинова, за роль в фильме «Подольские курсанты»

По результатам онлайн-голосования обладателем приза зрительских симпатий стал сериал «Черное море»
Источники

### 2021 — XV
14-18 октября, проходил на 23 площадках: 6 в самом Великом Новгороде, 16 кинотеатров в Новгородской области, а также железнодорожный вокзал в городе Старая Русса, где прошёл один из спецпоказов.
Программный директор фестиваля — Ирина Сошникова, преподаватель кафедры продюсерского мастерства ВГИКа.
В конкурсной программе участвовали 8 фильмов: «Учёности плоды» Игоря Угольникова, «Последняя «Милая Болгария»» Алексея Федорченко, «Рядовой Чээрин» Дмитрия Кольцова, «Белый снег» Николая Хомерики, «Красный призрак» Андрея Богатырёва, «Небесная команда» Владимира Аленикова, «Гены Гены» Елизаветы Трусевич, «Пальма» Александра Домогарова мл.
Жюри фестиваля: кинорежиссёр Вадим Абдрашитов, сценарист Александр Звягинцев, доктор исторических наук Михаил Петров, ювелир Владимир Михайлов, актриса Наталья Егорова, актриса Анастасия Мельникова.
Лауреаты:
- Гран-при фестиваля — фильму «Пальма» Александра Домогарова мл.
- Лучший актёр — Айтал Степанов за роль в фильме «Рядовой Чээрин»
- Лучшая актриса — Настасья Керберген — за роль в фильме «Учёности плоды»

Источники

### 2022 — XVI
16-20 октября, фестивальные мероприятия посетили Более 10 тысяч человек, проводился в Великом Новгороде на площадках Новгородской областной филармонии, Новгородской областной библиотеки, Киномузея и музея-заповедника, также кинопоказы фестивальных фильмов шли в 19 кинотеатрах районов области.
Открывался фестиваль премьерой фильма «Пётр I: Последний царь и первый император» режиссёра Андрея Кравчука.
Торжественную церемонию закрытия фестиваля в Новгородской областной филармонии провели заслуженные артисты России Нина Шацкая и Олег Масленников-Войтов.
Жюри: актёр и кинорежиссёр Борис Токарев (председатель), сценарист Александр Звягинцев, актриса и кинорежиссёр Людмила Гладунко, актёры Михаил Мамаев и Эвклид Кюрдзидис.
Лауреаты:
- Гран-при — «Аманат» Антона Сиверса и Рауфа Кубаева
- Лучшая режиссёрская работа — Сергей Мокрицкий, режиссёр фильма «Первый Оскар»
- Лучший сценарий — Александр Лунгин и Ксения Кияшко за сценарий фильма «Портрет незнакомца»
- Лучшая операторская работа — Михаил Искандеров, фильм «Мария. Спасти Москву»
- Лучшая мужскуая роль — Антон Момот, исполнитель главной роли в фильме «Аманат»
- Лучшая женская роль — Софья Зайка, исполнительница главной роли в фильме «Искренне Ваша»
- Приз зрительских симпатий в игровом кино — фильм «Африка»
- Приз зрительских симпатий за лучший исторический сериал — сериал «Собор»

Источники

### 2023 — XVII
21-25 сентября, в Твери и пяти районных центрах Тверской области.
Всего было организовано больше 50 бесплатных кинопоказов, участниками фестивальных событий стали больше 10 тысяч человек.
Завершится фестиваль официальным фильмом закрытия «Гардемарины 1787. Мир» Светланы Дружининой.
В конкурсной программе 8 фильмов, из которых 4 премьерные, которые ещё не вышли в прокат: «На солнце, вдоль рядов кукурузы» Сарика Андреасяна,, «Хронос» Романа Просвирнина, «Русский крест» Эдуарда Боякова, «Легенда о самбо» Андрей Богатырёв, «Не хороните меня без Ивана» Любови Борисовой, «Ада» Станислава Светлова, «Туман» Наталии Гугуевой.
Председатель жюри фестиваля, кинорежиссёр и продюсер Юрий Кара.
Лауреаты:
- Гран-при — фильм «Русский крест», режиссёр Эдуард Бояков
- Лучшая режиссёрская работа — Любовь Борисова в фильме «Не хороните меня без Ивана».
- Лучший сценарий — в фильме «Не хороните меня без Ивана» (реж. Любовь Борисова, сценарий Любовь Борисова, Юлия Клименко).
- Лучшая операторская работа — Максим Осадчий картина «Русский крест».
- Лучшая мужская роль — Александр Чичахов в фильме «Не хороните меня без Ивана»
- Лучшая женская роль — Ольга Красько в картине «Туман»

Источники

### 2024 — XVIII
Прошёл с 21 по 25 сентября, показы состоялись в Твери, Ржеве, и других городах Тверской области.
Церемония закрытия состоялась в Тверском академическом театре драмы, ведущие Екатерина Стриженова и Дмитрий Харатьян.
В конкурсную программу вошли 8 полнометражных фильмов.
Председатель жюри — художник-постановщик Александр Попов.
Лауреаты:
- Гран-при — фильму «Там, где танцуют стерхи» режиссёра Михаила Лукачевского
- Приз за лучшую режиссуру — Андрей Селиванов, киноальманах «Обрывки»
- Приз за лучший сценарий — Виктор Тихомиров, сценарист и режиссер фильма «Евгений Телегин»
- Приз за лучшую операторскую работу — Иван Ирвачев, фильм «Евгений Телегин»
- Приз за лучшую мужскую роль — Михаил Слепцов, за роль в фильме «Там, где танцуют стерхи»
- Приз за лучшую женскую роль — отметили сразу двух актрис — Ольгу Ломоносову («Пять сыновей Марии») и Анастасию Волынскую («Она танцует»)
- Приз зрительских симпатий — актрисе фильма «Отряд светлячков» Анна Чурина
- Специальный приз РВИО — фильму «Пять сыновей Марии» режиссёра Павла Игнатова
- Приз за лучший исторический телесериал года — «По зову сердца» режиссёра Игоря Угольникова

Источники